# ケリス・ブラウン
ケリス・ブラウン（Kerrith Brown, 1962年7月11日- ）は、イギリスのウェスト・ミッドランズ・ウルヴァーハンプトン出身の柔道選手。階級は71kg級。身長175cm。

## 人物
柔道は12歳のときに始めた。最初は65kg級の選手だったが、1983年に階級を71kg級に上げると、1984年ロサンゼルスオリンピックでは銅メダルを獲得した。1987年の世界選手権では初戦でフランスのマルク・アレクサンドルに敗れるが敗者復活戦を勝ち上がって3位になった。翌年の1988年ソウルオリンピックでは準決勝で敗れるも、3位決定戦でアメリカのマイク・スウェインを効果で破って前回大会に続く銅メダル獲得かと思われたが、試合後のドーピング検査で利尿剤のフロセミドが検出されたために失格となった。その後、2年間の出場停止期間を経て、1991年の世界選手権には1階級上げて78kg級で出場するが、準決勝でドイツのダニエル・ラスカウに警告で敗れると、3位決定戦でも日本の吉田秀彦に警告で敗れて5位にとどまった。翌年の1992年バルセロナオリンピックには出場せず引退することとなった。
2012年にはイギリス柔道連盟の会長となった。2013年にはウルヴァーハンプトン大学にイギリス柔道の一大練習拠点を設けた。その後、2015年6月には会長を辞任した。2015年4月にスコットランドのグラスゴーでヨーロッパ選手権が開催される予定だったが、その際にイギリス柔道連盟会長としてUFCと提携を結びスポンサーに迎えたことがヨーロッパ柔道連盟(EJU)の逆鱗に触れて、大会開催権を剥奪される事態に陥っていた。EJUによれば、MMAはEJUが設定する価値基準にそぐわないという。なお、7月からは昨年より役員を務めていた国際総合格闘技連盟の新会長に就任した。

## 主な戦績
65kg級での戦績
- 1980年 - イギリス国際　3位
- 1981年 - ヨーロッパジュニア　優勝
- 1982年 - オランダ国際　2位
- 1982年 - イギリス国際　優勝

71kg級での戦績
- 1983年 - オランダ国際　2位
- 1983年 - ヨーロッパ選手権　5位
- 1984年 - オランダ国際　2位
- 1984年 - イギリス国際　優勝
- 1984年 - ロサンゼルスオリンピック　3位
- 1985年 - ドイツ国際　優勝
- 1985年 - イギリス国際　優勝
- 1985年 - ヨーロッパ選手権　3位
- 1986年 - イギリス国際　優勝
- 1986年 - ヨーロッパ選手権　2位
- 1986年 - グッドウィルゲームズ　3位
- 1986年 - 英連邦競技大会　優勝
- 1987年 - 正力国際　3位
- 1987年 - イギリス国際　優勝
- 1987年 - 世界選手権　3位
- 1988年 - フランス国際　3位
- 1988年 - ソウルオリンピック　3位(後に失格)

78kg級での戦績
- 1991年 - 世界選手権　5位